# 미나미야마사키촌
미나미야마사키촌(南山崎村)은 에히메현 이요군에 설치되었던 촌이다. 현재의 이요시에 해당한다.